# ダミル・スコミナ
ダミル・スコミナ（スロベニア語: Damir Skomina、1976年8月5日 - ）は、スロベニア出身のUEFAエリートカテゴリーのサッカー審判。

## 来歴
イタリアに近いコペルで生まれる。
UEFA EURO 2008の複数の試合で第4の審判員を務め、2008年北京オリンピックでのサッカートーナメントの準々決勝の試合を担当する。
UEFAチャンピオンズリーグ 2011-12ではアーセナルとACミランの間で行われたラウンド16の第2戦を担当。さらに、2012年4月4日にスタンフォードブリッジで行われたチェルシーとベンフィカの準々決勝の試合でも審判を務めた。
UEFA EURO 2012では、グループリーグ2試合と準々決勝・ドイツ対ギリシャを担当  。同年、チェルシーとアトレティコ・マドリードの間で開催された2012 UEFAスーパーカップの審判に任命された。
2013年のUEFAチャンピオンズリーグ決勝では第4の審判員を務めた。
2016年5月4日にサンティアゴ・ベルナベウで行われた、UEFAチャンピオンズリーグ 2015-16準決勝・レアル・マドリード対マンチェスターシティの2ndレグを担当した
UEFA EURO 2016では、グループステージ2試合とラウンド16・イングランド対アイスランド、及び準々決勝・ウェールズ対ベルギーの計4試合を担当。
2017年5月24日には、UEFAヨーロッパリーグ 2016-17 決勝・アヤックス対マンチェスター・ユナイテッドを担当した。
2018年3月29日、FIFAは2018 FIFAワールドカップで担当する審判員を発表、スロベニアのユレ・プラプロトニク (Jure Praprotnik) とロベルト・ヴカン (Robert Vukan) とのチームで担当することが発表された。
2019年2月13日に行われたUEFAチャンピオンズリーグ 2018-19・ラウンド16・アヤックス対レアル・マドリード1stレグで、ビデオ・アシスタント・レフェリー (VAR) の介入によりアヤックスのゴールを取消し、これがUEFAチャンピオンズリーグ史上初の「VARによるゴール取消し」となった。同大会では、2019年6月1日にエスタディオ・メトロポリターノで行われたトッテナム対リバプールの決勝も担当し、試合開始20秒後にムサ・シソコがサディオ・マネのクロスを腕で止めたとしてリバプールにペナルティーキックを与え、このゴールもあってリバプールが2-0で勝利した。 
スコミナは、2020年8月14日にリスボンのエスタディオ・ダ・ルスで行われたUEFAチャンピオンズリーグ 2019-20の準々決勝（バイエルン・ミュンヘンがバルセロナに8-2の記録的大勝を収めた試合）も担当している。

## FIFAワールドカップ
| 2018 FIFAワールドカップ–ロシア | 2018 FIFAワールドカップ–ロシア | 2018 FIFAワールドカップ–ロシア | 2018 FIFAワールドカップ–ロシア |
| 日付                           | 試合                           | 会場                           | ラウンド                       |
| ------------------------------ | ------------------------------ | ------------------------------ | ------------------------------ |
| 2018年6月19日                  | コロンビア– 日本               | サランスク                     | グループステージ               |
| 2018年6月28日                  | イングランド– ベルギー         | カリーニングラード             | グループステージ               |
| 2018年7月3日                   | スウェーデン– スイス           | セントピーターズバーグ         | ラウンド16                     |